# Danilo Dirani
Danilo Sé Dirani (* 10. Januar 1983 in São Paulo) ist ein brasilianischer Autorennfahrer.

## Karriere
Dirani begann seine Karriere 1992 im Kartsport, dem er bis zum Jahre 1999 treu blieb. In der Saison 2000 gab er ein Intermezzo in der brasilianischen Formel Rio, wo er auf Anhieb den Meistertitel holte.
Danach kehrte er in den Kartsport zurück, wo er bis 2002 blieb. Während der Saison 2002 wechselte Dirani in die südamerikanische Formel 3 zum Team Cesario F3. Dort war er auf Anhieb sehr schnell und belegte am Ende der Saison den 2. Platz hinter Nelson Piquet Jr. Nach dem erfolgreichen Einstieg in die südamerikanische Formel 3 ging Dirani mit sehr viel Selbstvertrauen in die Saison 2003, die er dann nach Belieben dominierte. Er gewann 14 von 18 Meisterschaftsläufe und den Meistertitel.
In der Saison 2004 wechselte er nach England in die britische Formel 3 zum Team Carlin Motorsport. Er errang zwei Siege und belegte am Ende der Saison den 5. Platz. Zur Saison 2005 wechselte er zum Team P1 Motorsports, mit dem er die ersten beiden Rennen für sich entscheiden konnte. In der restlichen Saison konnte er jedoch nicht mehr um die vorderen Plätze mitkämpfen, da sein Rennwagen technisch unterlegen war. Am Ende blieb ein 6. Platz in der Gesamtwertung.
Kurz nach dem Ende der Saison 2005 gab Dirani sein Debüt in der Formel Renault 3.5 World Series. Er nahm für das Team Victory Engineering an den beiden Rennen in Donington Park teil, schied jedoch jedes Mal aus.
2006 wechselte er in die Champ-Car-Formel-Atlantic zum Team Condor Motorsports. Am Ende der Saison belegte er den 7. Platz. Noch im selben Jahr absolvierte Dirani Testfahrten für das Formel-1-Team Honda Racing F1. Ab 2012 fuhr er Rennen in der brasilianischen Tourenwagen- und Truck-Serie.

## Statistik

### Erfolge
- 2000 Meister in der südamerikanischen Formel Rio
- 2003 Meister der südamerikanischen Formel 3

### Formel 1
- 2006 Testfahrten für das Formel-1-Team Honda Racing F1